# コンゴタン
コンゴタン(モンゴル語: ᠬᠣᠩᠬᠣᠳᠠᠨ Qongγotan, 中国語: 晃豁壇)とは、モンゴル部に属する遊牧集団の名称。オロナウル部から分派した氏族で、同じくオロナウルから分派した氏族にはアルラト、ケレングト(オロナウル・ケレングト)がいる。『元朝秘史』では中晃中豁壇、『元史』では黄忽答氏/晃合丹氏、『集史』ではQūnkqtānقونکقتانと記される。書籍によってはコンコタンとも表記される。

## コンゴタンの起源
コンゴタンがオロナウル部から分派したことは各種史料が一致して伝えるものの、そのオロナウルの出自については史料によって記述が大きく異なる。モンゴル部では伝説上の始祖ボドンチャルの血を引くモンゴル部の支配氏族をニルン、ボドンチャルの血を引かない被支配氏族をドルルギンと呼んで厳密に区別しているが、オロナウル部のみはニルンとする記述(『元朝秘史』)、ドルルギンとする記述(『集史』)が混在している。
『元朝秘史』によるとボルジギン氏のカイドゥ・カンにはチャウジン・オルテゲイという息子がおり、チャウジン・オルテゲイの子供達からオロナウル、コンゴタン、アルラト、スニト、カプトルカス、ゲニゲスといった諸氏族が派生したという。一方、『集史』ではチャウジン・オルテゲイの子孫はシジウト氏、オルテゲイ氏のみとされ、ボドンチャルの血を引かないとある家系にコンゴタン、アルラト、カルクヌウト(ケレングト)と呼ばれる3兄弟がおり、これがオロナウル3氏族の祖となったとする。また、『集史』はコンゴタンの語源が「大きな鼻」であると伝えている。
コンゴタンは代々シャーマンを務める特殊な家系だったようで、君主の側近として屡々高い地位を誇っていた。チンギス・カンの父イェスゲイ・バートルの時代にはコンゴタン部のチャラカがイェスゲイの側近として、チンギス・カンから「エブゲン(祖父)」と呼称されるほど信任を受けていた。

## モンゴル帝国時代
『元朝秘史』によると、チンギス・カンの父イェスゲイ・バートルはタタル部に毒を盛られた時、コンゴタン部のチャラカ・エブゲンの息子モンリク・エチゲを呼び出し、イェスゲイの遺族の面倒を見ること、妻(ボルテ)を娶るためにコンギラト部に滞在していたテムジンを連れ戻すことを頼んだという。
イェスゲイの死後、その配下の遊牧民の多くは若いテムジンを見限って去ろうとしたため、チャラカ・エブゲンはこれを留めようとしたが逆にタイチウト人のトドエン・ギルテによって後ろから槍で刺されてしまった。重傷のチャラカ・エブゲンを見舞ったテムジンは事の次第を聞いて、泣きながら立ち去ったという。
モンリク・エチゲも一時的にタイチウトのジャムカの下にいたが、十三翼の戦いの後に再びチンギス・カンの下に帰参した。モンリク・エチゲはチンギス・カンの実母ホエルンと結婚したことやケレイト部オン・カンの企みを看破した功績などによって全御家人(ノコル)中最高位に位置づけられ、『元朝秘史』の「功臣表」では第一位に列せられている。また、モンリク・エチゲの息子たちの内3人(トルン・チェルビ、スイケトゥ・チェルビ、ダイル)が帝国の支配層たる千人隊長(創設時は88人のみ)に選抜されるなど、一族全体が破格の扱いを受けていた。
このような厚遇の下、モンリク・エチゲの長子テプテングリはモンゴル帝国の大シャーマンを務めて増長し、チンギス・カンの親族を侮るまでになった。弟達からテプテングリの増長を訴えられたチンギス・カンは遂に意を決してテプテングリを処刑させたが、他のモンリク・エチゲ一族は助命し、これ以後コンゴタンの特殊な権威は衰えた。コンゴタン部がモンゴル帝国建国期に急速に勢力を拡大したのは、チンギス・カンの国政改革(絶対的なカン権力の確立、旧来の部族の解体)に不安を覚えた一部に臣民がシャーマンによる神権的政事を支持したためではないかと推測されている。このテプテングリ殺害事件以後、チンギス・カンは大規模な造反・内乱に遭うことなく内政・外征を終えている。
しかし、テプテングリの処刑後もコンゴタン家のシャーマンとしての役割が失われたわけではないようで、『元史』によるとチンギス・カンの孫モンケは「コンゴタン(黄忽答)部の天象を知る者(＝シャーマン)」から「モンケ」という名前を名付けられたという。

## 北元時代
大元ウルスの北遷後コンゴタンがどのような変遷を辿ったかは不明であるが、ダヤン・ハーンの6トゥメンの1つ、ヨンシエブ部には「荒花且」というオトクがあり、これがコンゴタンの後裔ではないかと推測されている。

## モンリク家
- モンリク・エチゲ（Mönglik Ečige ＞蒙力克額赤格/ménglìkèéchìgé,منکلیک یجیکه/Munklīk Ījīka）
  - ココチュ＝テブ・テングリ（Kököčü ＞闊闊出/kuòkuòchū,کوکجو/Kūkajū）
    - キプチャク（Qibčaq ＞قبچاق/qibchāq）

  - トルン・チェルビ（Tulun Čerbi ＞脱欒扯児必/tuōluánchĕérbì,تولون چربی/Tūlūn Cherbī）	
    - バイバク (BaiBaq ＞伯八/bǎibā)
      - バラク(Baraq ＞八剌/bālà)
        - アドゥーチ(Adūči ＞何都兀赤/hédōuwùchì)

      - ブラルキ(Buralqi ＞不蘭奚/bùlánxī)

  - スイケトゥ・チェルビ（Süyiketü Čerbi ＞速亦客禿扯児必/sùyìkètūchĕérbì,سوکتو چربی/Sūkātū Cherbī）
  - スト・ノヤン（Sutu noyan ＞سوتو نویان/Sūtū nūyān）
  - ダイル（Dayir ＞荅亦児/tàyìér,دایر/Dāīr）
    - ハラカト・ノヤン（Halaqato noyan ＞هلقتو نویان/Halaqatū Nūyān）